# Embelia rodgeri
Embelia rodgeri är en viveväxtart som beskrevs av W. W. Smith. Embelia rodgeri ingår i släktet Embelia och familjen viveväxter. Inga underarter finns listade i Catalogue of Life.